# 国民ソケット
国民ソケット（こくみんソケット）は、パナソニック エレクトリックワークス社から販売されているソケットである。白熱電球、電球形蛍光灯、LED電球の3種類の電球に対応する。

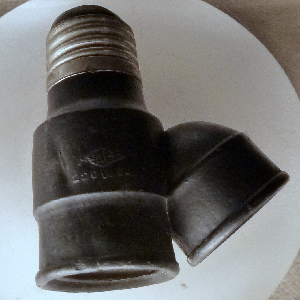
ト型二灯用クラスター。パナソニックミュージアム 松下幸之助歴史館収蔵品。

## 発売経緯

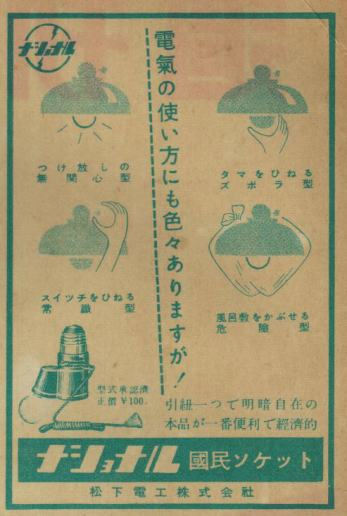
1950年の国民ソケットの広告

昭和初期の一般家庭では、壁埋込み式のコンセントが一般的でなく、頭上の電灯笠からト型クラスターなどで電気を分岐させて、電化製品につないでいる家庭が多かった。ト型クラスターには電球の差し込み口が主灯と副灯の2つしかついておらず、電化製品をつける際は電球を取り外さねばならなかった。また、当時は電気のスイッチとして「3段・4段点滅器」を使用しており、これを用いた電気の切り替え操作は煩雑であった。
そのような中、「すぐれた配線器具の開発と大量生産」を創業当初より目標に掲げてきた松下電気器具製作所の第3事業部から、1935年（昭和10年）7月に「国民ソケット」が発売される。この「国民ソケット」は、のちに「1号国民ソケット」とよばれ、主灯と豆球の副灯をひもを引くことで点滅させることができ、さらに電化製品用の差し込み口が付いているものである。国民ソケットは電気の需要家らに大変重宝され、デザインの面においても当時としては斬新だったため、いままでにはない売れ行きであった。当時の一般規格では5000回の使用に耐えうることを求められていたが、国民ソケットは数万回の使用に耐えうるものだった。
| 製品名          | 1937 （昭和12） 年度 | 1938 （昭和13） 年度 | 1938 （昭和13） 年度 |
| 製品名          | 生産個数             | 生産個数             | 金額                 |
| --------------- | -------------------- | -------------------- | -------------------- |
| 1号国民ソケット | 11万0200個           | 01万4584個           | 04万1102円           |
| 2号国民ソケット | 28万6800個           | 33万8027個           | 12万1690円           |
| 3号国民ソケット | -                    | 01万2100個           | 02万2973円           |

第3事業部は同年10月に主灯と副灯だけの「2号国民ソケット」を発売し、こちらは1号国民ソケットよりも安価であったために1号以上の売れ行きをみせた。同年12月、配線器具を取り扱っていた松下電気器具製作所第3事業部を母体として松下電器株式会社が設立される。国民ソケットも松下電器が引き継ぎ、1938年（昭和13年）5月には主灯のみの3号国民ソケットが発売される。
1号・2号国民ソケットは1938年3月に帝国発明協会からの有功賞を得、国民ソケットは松下電器の当時の主力商品となった。3号国民ソケットは、戦時中の電気節約に一役買うこととなる。

## 現代の国民ソケット
松下電器株式会社は戦時中航空機を製造し、そののち「松下電工株式会社」と名前を改め配線器具の製造を再開。松下電工株式会社は2008年にパナソニック電工株式会社に社名を変更した。3号以外は新型になったものの、パナソニック電工株式会社がパナソニック株式会社に吸収合併された2012年においても、国民ソケットを販売している。
1号新国民ソケット
ソケット一つからの電気を、E26口径の電球の差し込み口二つとコンセント一つの三股にしたもの。ひもを引くことで両方の電球を点滅させることが可能である。品番はWH1031。コンセントは常時通電している。「商パック」製品のWH1031PKもあったが2010年3月に生産を終了している。
2号新国民ソケット
ソケット一つからの電気を、E26口径の電球差し込み口二つだけに分けて、二股にしたもの。ひもを引くことで両方の電球を点滅させることができる。1970年代前半に現在のものが発売された。品番はWH1021。「商パック」製品のWH1021PKもある。大型の電球は2個同時に使用できない。
3号国民ソケット
ソケットと電球の間に挟んで使用し、ひもを引くことで電球を点滅させることができるソケット。品番はWH1010。「商パック」製品はWH1010PKである。

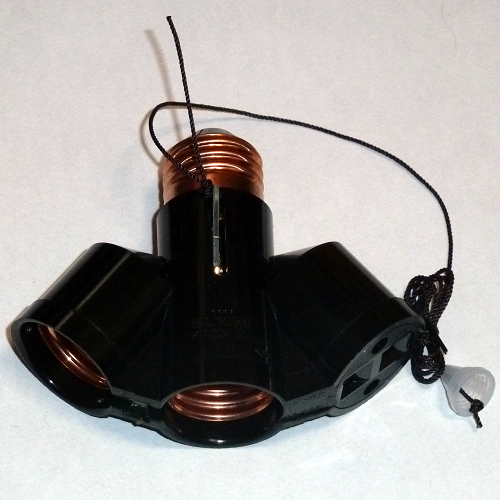
1号新国民ソケット
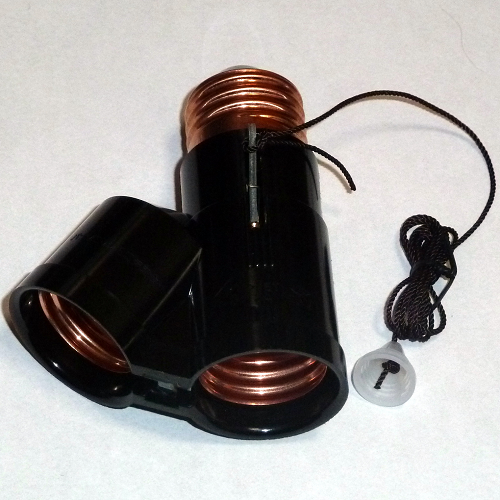
2号新国民ソケット
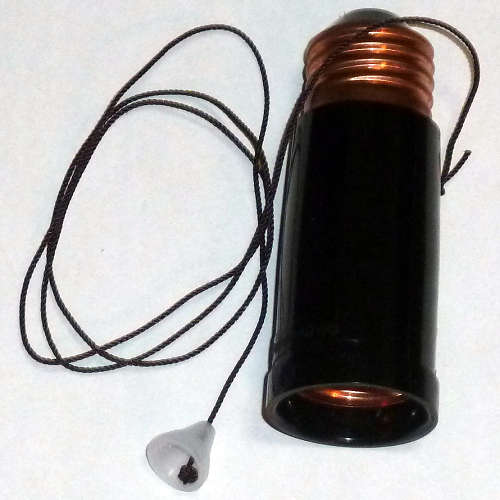
3号国民ソケット

## 備考

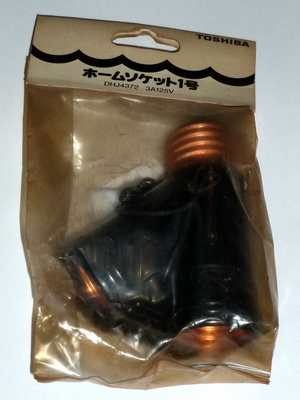
東芝電材製「ホームソケット1号」

- 松下による白熱電球の製造は国民ソケット発売の翌年から開始している[27]。
- 東芝ライテックの前身の東芝電材では、国民ソケットに類似した「ホームソケット」という製品を少なくとも1986年（昭和61年）において製造していた[28]。
- 清水義範の小説「花占いの冬」には、登場人物が1号国民ソケットを使用する場面がある[12]。